# Isabella Amado
Isabella del Carmen Amado Medrano (Ciudad de Panamá, Panamá, 9 de agosto de 1996) es una gimnasta artística panameña. 

## Biografía
En el Campeonato Sudamericano de Gimnasia Artística de 2012 Ganó la medalla de bronce en la viga de equilibrio. en el Campeonato Sudamericano de Gimnasia Artística de 2013 Ganó la medalla de plata en la viga de equilibrio. En los Juegos Bolivarianos de 2013 ganó las medallas de bronce en el salto y la viga de equilibrio. en los X Juegos Deportivos Centroamericanos ganó la medalla de oro en el salto y las medallas de bronce en las Barras asimétricas, suelo y la viga de equilibrio. Compitió en el Campeonato Mundial de Gimnasia Artística de 2014 en Nanning, China, Juegos Panamericanos de 2015 en Toronto y representó a Panamá en los Juegos Olímpicos de Río de Janeiro 2016.